# Overbeck-Museum
Das Overbeck-Museum befindet sich im denkmalgeschützten „Alten Packhaus“ bzw. „Kito-Haus“ in der Alten Hafenstraße in Bremen-Vegesack. Es ist das einzige Museum im Bremer Stadtgebiet, das sich einem der Gründungsväter der Künstlerkolonie Worpswede widmet, dem Maler Fritz Overbeck (1869–1909), sowie seiner Frau, der Malerin Hermine Overbeck-Rohte (1869–1937).

## Geschichte
Das Gebäude wurde zunächst als Wohnhaus benutzt und vermutlich um 1750 errichtet. Das eigentliche Packhaus wurde um ca. 1850 an dieses Wohnhaus angebaut. Mitte der 1920er Jahre residierte dort die Firma Kistentod AG. Der Name bezieht sich darauf, dass man hier, im Gegensatz zu anderen Firmen der Region, Kartons aus Wellpappe anstatt Holzkisten verwendete. Der Volksmund verkürzte „Kistentod“ zu „KITO“, und unter diesem Namen wurde im Jahr 1990 ein Kultur- und Veranstaltungszentrum im Alten Packhaus eröffnet, das sich seitdem mit Konzert- und Theaterabenden einen festen Platz im Bremer Kulturleben erobert hat.
Das Museum, das gemeinsam mit dem KITO im Alten Packhaus residiert, wurde ebenfalls im Jahr 1990 gegründet. Die Gründung geht zurück auf Gertrud Overbeck († 2019), die Enkelin des Malerpaars Fritz Overbeck und Hermine Overbeck-Rohte, die dafür 2010 mit dem Bundesverdienstkreuz ausgezeichnet wurde. Gertrud Overbeck leitete das Haus bis 2007.

## Museum heute

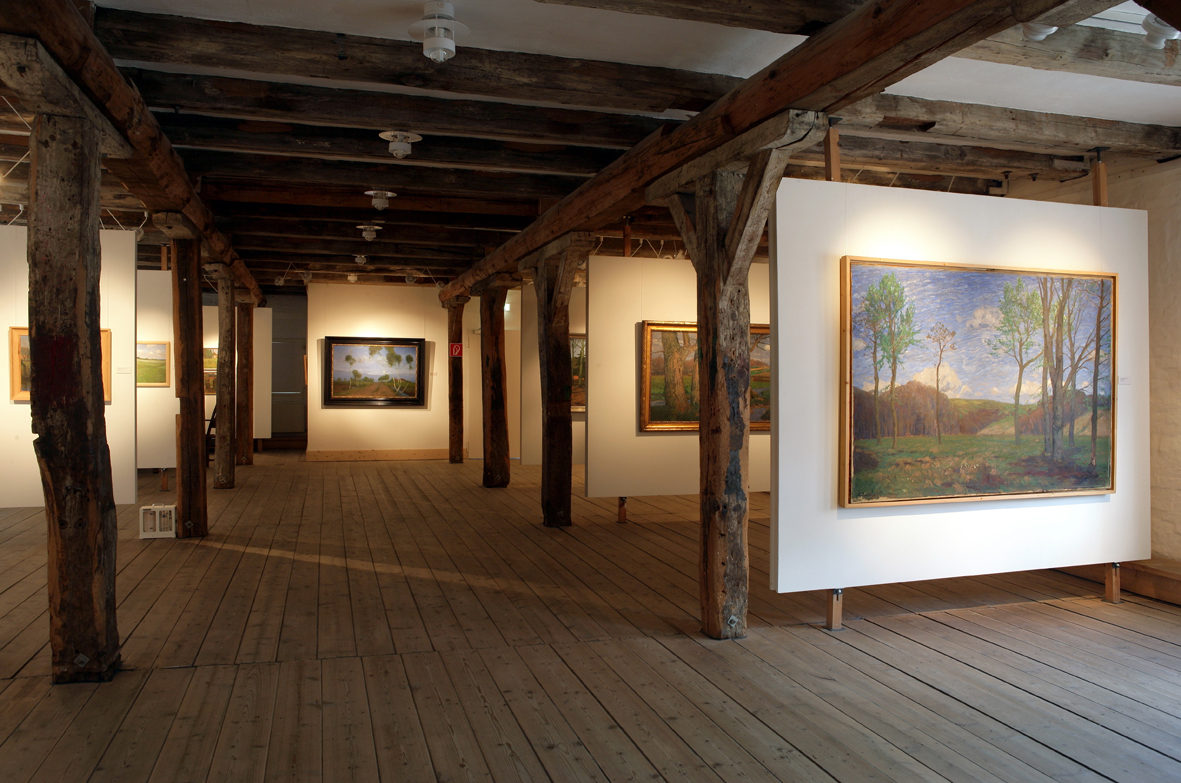
Ausstellungssaal im Jahre 2008

Das Museum betreut den Nachlass des Worpsweder Malerpaars Fritz Overbeck und Hermine Overbeck-Rohte. In einer Dauerschau präsentiert das Haus die Werke beider Maler in wechselnder Auswahl. Vor allem die große Retrospektive Ich bin nicht sentimental. Fritz Overbeck zum 100. Todestag (2009) hat das Museum in und außerhalb Deutschlands bekannt gemacht. Im Jahr 2011 zeigt das Overbeck-Museum unter dem Titel Deine Frau, Dein Freund, Dein Kollege, Dein Alles eine große Retrospektive zum Werk der Malerin Hermine Overbeck-Rohte.
Das Museum sieht sich der Forschung verpflichtet und publiziert Kataloge und Werkverzeichnisse über Fritz Overbeck und Hermine Overbeck-Rohte. In Sonderausstellungen greift es verwandte Themen auf, etwa mit den Schwerpunkten Landschaftsmalerei oder Kunst aus Worpswede. Auch zeitgenössischen Künstlern bietet es ein Forum. Führungen, Vorträge, Kunstreisen und Lesungen runden das Programm ab.
2019 wurde das Museum mit dem Museumsgütesiegel des Museumsverbands Niedersachsen und Bremen e. V. ausgezeichnet.

## Brunnensäule
Die Brunnensäule stammt von 1755 (Inschrift). In Vegesack gibt es noch die Brunnensäule Fröbelstraße von um 1790, die 1892 an die Fröbelstraße 52 versetzt wurde. 1817 gab es in Vegesack vier Gemeinschaftsbrunnen, um 1860 fünf; später kamen in den verschiedenen Stadtteilen weitere Brunnen hinzu, um 1891 waren es noch 17.

## Ausstellungen

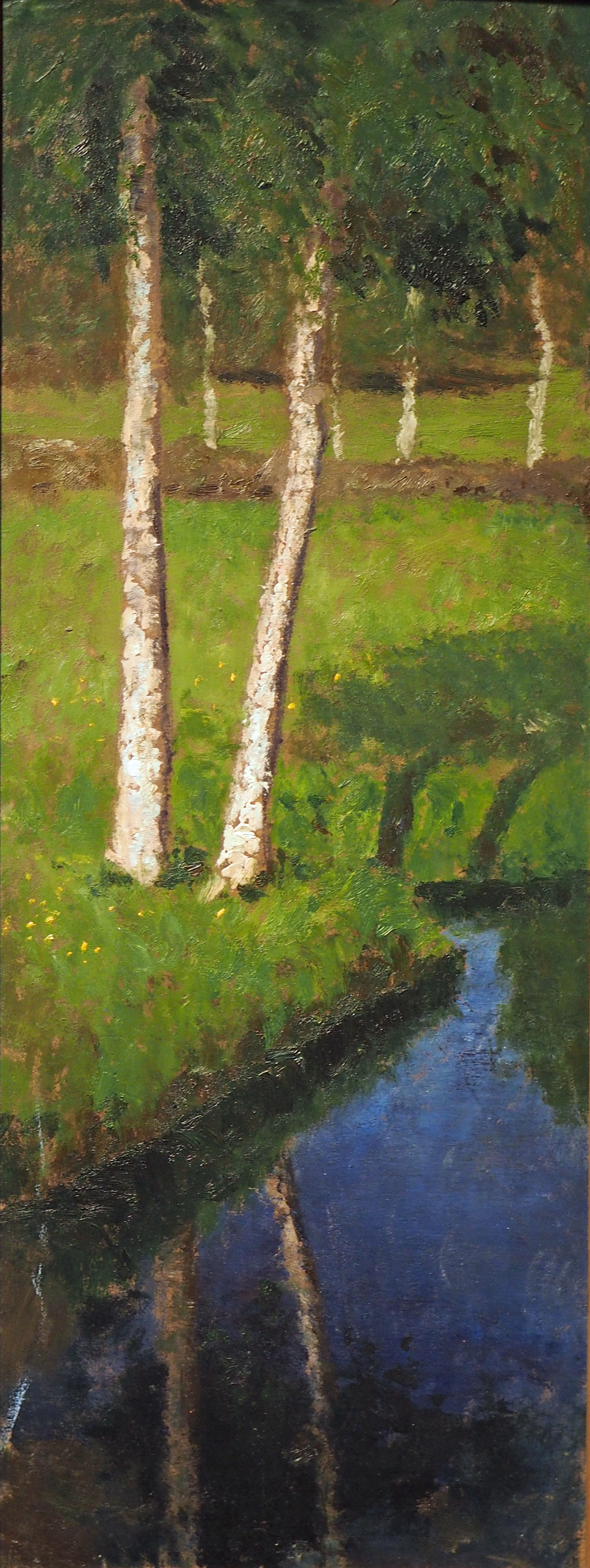
„Zwei Birkenstämme am Graben“, von Fritz Overbeck

- 2009: „Ich bin nicht sentimental.“ Fritz Overbeck zum 100. Todestag
- 2011: „Deine Frau, Dein Freund, Dein Kollege, Dein Alles“ – Retrospektive Hermine Overbeck-Rohte.
- 2013: Im Licht Norddeutschlands – Der Maler Kurt Claußen-Finks.[6]
- 2013/14: „Sehnsuchtsvoll nach dem vollen ganzen Leben“ – Die Bremer Malerin Elisabeth Noltenius.[7]
- 2014:  Fritz Overbeck und Otto Modersohn – Eine Künstlerfreundschaft
- 2016: Zwischen uns hat die Kunst vermittelt – Ein Blick auf die Künstlerehe 17. April – 12. Juni 2016
- 2017: Leonhard Sandrock – Deutscher Impressionist und Industriemaler, 29. Januar bis 26. März 2017